# Видеоблог
 Тази статия е за вид уебсайт.  За банковия продукт влог вижте Спестовна сметка.  
Видеоблог, съкратено влог (на английски: videoblog, vlog), също и видеодневник е форма на блог, при който информацията се предава чрез видеоклип(ове), често в съчетание с текст, изображения, коментари и други метаданни.
Влогът е форма на уебтелевизия, привличаща рекламодатели, които плащат за реклама в най-посещаваните видеоблогове. Не е задължително видеоклипът да е качен на същия сайт, възможно е той да присъства като поставен (embed) или като връзка (link). Съществуват много уеббазирани платформи за споделяне на видеоклипове, като YouTube, Vimeo, Periscope, SnapChat, Facebook Video, Dailymotion, българския Vbox7.com и др., които предоставят възможност на начинаещи и професионални влогъри (на английски: vlogger) да поддържат своите видеоблогове.
Видеоблоговете често се възползват от споделянето на информация от един сайт в друг, за да популяризират своето съдържание, използвайки RSS или Atom syndication формати, за автоматично възпроизвеждане на мобилни устройства и персонални компютри.

## История

### 1980-те
Нюйоркският художник и видеограф Нелсън Съливан е имал подобен на влог стил във видеоклиповете си, които снимал разхождайки се из Ню Йорк и Северна Каролина през 80-те години на миналия век. Това обаче било повече средство за артистично изразяване с ограничено разпространение. Видеоблогът предполага публичност, която може да бъде достигната само чрез интернет.

### 2000 – 2004
Първият блог, който съчетава текст с видеоклип е публикуван на 2 януари 2000 г., когато Адам Контрас, информира своите приятели и семейство за преместването му в Лос Анджелис, където мисли да се пробва в шоубизнеса. Това видео по-късно се превръща в най-продължителния видеоблог в историята.
През ноември 2002 г. Ейдриън Майлс за пръв път нарича своя блог с видеоклипове с практически съвети vog (предшественик на vlog). През същата година режисьорът Люк Боуман създава уебсайт – Tropisms.org, за да сподели своя видеодневник с пътешествия след завършване на колежа. Това е един от първите сайтове, който може да бъде наречен „влог“ или „видеолог“.
Първото известно споменаване на термина „влогър“ е на личния уебсайт на Джеф Джарвис ‒ BuzzMachine.com, където на 31 декември 2002 г. той пише: „Влогърите се конкурират с колумнистите; влогърите се конкурират с учените.“
През 2004 Стив Гарфилд стартира свой собствен видеоблог и нарича годината „година на видеоблогването“.

### 2005
Влогването става особено популярно през 2005, когато видеоблог услугата на Yahoo! показва нарастване на потребителите. През февруари 2005 е създаден най-популярният сайт за видео споделяне – YouTube. Съоснователят на сайта Джауед Карим качва първия YouTube влог „Аз в Зоологическата градина“ на канала си „Jawed“ през април 2005. До юли 2006 YouTube става петата най-популярна уеб дестинация с над 100 милиона гледания ежедневно и 65 хил. нови качвания на видеоклипове всеки ден. Видеоблоговете представляват значителен процент от над 400 часа видео, които се качват в YouTube всяка минута и зашеметяващите 1 милиард часа, прекарани в гледане на YouTube ежедневно.
Много системи за управление на съдържанието с отворен код позволяват включването на видеосъдържание, което дава на влогърите възможност да хостват и администрират свои собствени сайтове за видеоблогове. В допълнение широкото навлизане на мобилни телефони с цифрови камери и впоследствие смартфони улесни публикуването на видеосъдържание в интернет. Телевизията също прибягва до видеоблог формати като средство за коминикация.

### Световен рекорд на Гинес
Чарлс Трипли, по-известен с канала си „Killed Television YouTube“, държи световния рекорд на Гинес за „Най-много последователни ежедневни блогове за лични видеоклипове, публикувани в YouTube“, с над 3000 последователни видеоклипа, публикувани всеки ден.

### VidCon
VidCon е годишна конвенция, която позволява на създателите на съдържание и зрители в YouTube да се съберат, за да споделят идеи за съдържание и бизнес контакти. Първото събиране се провежда на 10 и 11 юли 2010 г. в Лос Анджелис, Калифорния и се превръща в най-голямото събитие за интернет звезди, зрители и създатели на съдържание. Създателите на конвенцията осъзнават, че начините, по които обществото се забавлява, образова, споделя и комуникира, се революционизират и избират да подчертаят този факт чрез панели, meet&greet, както и отворени разговори и дебати с публиката и посетителите на събитието.

## Видове
Видеоблогът е комбинация от текст (блог) видеосъдържание (видеоклип). Видеосъдържанието може да бъде стандартен видеоклип, живо предаване или запис от живо предаване.

### Предаване на живо
Представлява едновременното заснемане и качване на съдържание (live stream) без допълнителната му обработка. През 2008 YouTube въвежда функция за предаване на живо, наречена YouTube Live. По-късно тя е пресъздадена и от други социални платформи като Instagram, Facebook и Twitch.

### Стрийм
Стрийм (stream) представлява видеоклип, съдържащ записано предаване на живо, което може да е обработено допълнително преди неговото качване.
Според това кой носи отговорност за каченото видеосъдържане видеоблоговете биват лични и корпоративни.
Видеоблогът може да е с обща насоченост или с конкретна аудиторията: жени, мъже или деца, професионалисти или начинаещи в дадена област и т.н.
Според типа съдържание видеоблоговете може да са изключително разнообразни: готварски, геймърски, домашен майстор и други.
Според начина на заснемане на видеоклиповете, видеоблоговете може да бъдат с лични преживявания, новинарски, забавни, коментарни и т.н.